# Таганрогская телекомпания
Таганрогская телекомпания (ТТК) — первая телекомпания, созданная в Таганроге в 1991 году.

## История создания
Документы на регистрацию ТТК были поданы в начале 1991 года. Создателем и главным редактором телекомпании был известный в Таганроге журналист Олег Щербина. Телекомпания осуществляла свою деятельность в диапазоне 21-го ДМВ канала на частотах 470—478 МГц. Уверенный приём телесигналов эфирного передатчика ТТК обеспечивался в Таганроге, Неклиновском и Матвеево-Курганском районах Ростовской области.
Во время августовского путча 1991 года ТТК использовала возможности местных кабельных сетей, существовавших практически в каждом микрорайоне Таганрога. Видеосюжеты об осаде Белого дома в Москве редакция получала через спутниковое телевидение, сюжеты переводились на русский язык и кассеты развозились по операторским постам кабельных сетей.
Сразу после августовского путча Таганрогская телекомпания была зарегистрирована. Её учредителями были стали МП «Телекос» и Горисполком Таганрога.
В 1998 году телепрограмма «Время местное» Таганрогской телекомпании была отмечена российской национальной телевизионной премией «ТЭФИ».